# Оксид ртути(I)
Оксид ртути(I) (закись ртути, гемиоксид ртути) — неорганическое вещество: соединение ртути с кислородом состава Hg2O.

## Свойства
Представляет собой чёрное кристаллическое вещество. При нагревании или на свету разлагается:
{\displaystyle {\mathsf {Hg_{2}O\rightarrow HgO+Hg}}}
Молярная масса равна 419,94 г/моль. Плотность в твёрдом состоянии 9800 кг/м3. Внешний вид при комнатной температуре — тёмно-оранжевые непрозрачные кристаллы, коричневый или чёрный порошок. Не имеет ни вкуса, ни запаха. Ядовит. Практически нерастворим в воде.

## Токсикология
Как и все соединения ртути, оксид ртути(I) очень токсичен.

## Получение
Оксид ртути(I) получают действием водяного пара на ртуть при 300°C:
{\displaystyle {\mathsf {2Hg+H_{2}O\rightarrow Hg_{2}O+H_{2}}}}